# Ямайка на зимових Олімпійських іграх 1998
Ямайка на зимових Олімпійських іграх 1998 була представлена 6 спортсменами. Збірна не завоювала жодної медалі.